# Wings Hauser
Gerald Dwight (Wings) Hauser (Hollywood, 12 december 1947 – Santa Monica (Californië), 15 maart 2025) was een Amerikaanse acteur, uitvoerend producent en muziekproducent.

## Biografie
Hauser is een zoon van vader Dwight Hauser, die ook acteur, uitvoerend producent en schrijver is. 
Tijdens zijn tijd op de highschool was hij actief in football als Wing-back, daar is zijn naam Wings uit ontstaan. “Wing-back” positie wil zeggen vleugelverdediger in het Nederlands. Na de highschool besloot hij zich meer toe te leggen op acteren en muziek maken in plaats in football (Hij kon zo een contract tekenen bij de Los Angeles Dodgers als catcher). Hij was ook gedwongen om een carrière verandering te ondergaan omdat hij steeds meer last kreeg van zijn knie. In deze tijd heeft hij ook een album opgenomen onder RCA Records.
In 1970 trouwde Hauser, en scheidde van haar in 1973 (1 kind). In 1974 trouwde hij opnieuw, en scheidde van haar in 1976 (1 kind). In 1979 trouwde hij weer opnieuw, en scheidde van haar in 1999. In 2002 trouwde hij uiteindelijk met zijn huidige vrouw. Hauser is vader van acteur Cole Hauser, en is de schoonvader van Cynthia Daniel.
Hauser begon zijn carrière op zijn vijfjarige leeftijd met het inspreken van een radiocommercial, met het acteren begon hij in 1967 met de film First to Fight. Hierna heeft hij nog in meer dan 110 televisieseries en films gespeeld zoals Roseanne (1992-1993), Beverly Hills, 90210 (1994-1996), Kingpin (2003) en The Young and the Restless (2010).
Hauser overleed in maart 2025 op 77-jarige leeftijd.

## Filmografie

### Films
Selectie:
- 2007 The Stone Angel – als oude Bram
- 1999 The Insider – als advocaat
- 1991 In Between – als Jack Maxwell
- 1988 Nightmare at Noon – als Ken Griffiths
- 1987 Perry Mason: The Case of the Scandalous Scoundrel – als James Rivers
- 1986 The Wind – als Phil

### Televisieseries
Uitgezonderd eenmalige gastrollen.
- 2010 The Young and the Restless – als Greg Foster – 4 afl.
- 2003 Kingpin – als Doug Duffy  – 4 afl.
- 1994 – 1995 Beverly Hills, 90210 – als J. Jay Jones – 6 afl.
- 1992 – 1993 Roseanne – als Ty Tilden – 5 afl.
- 1990 – 1991 China Beach – als Miller – 4 afl.

- Biblioteca Nacional de España: XX1276671
- Gemeinsame Normdatei: 141421835
- International Standard Name Identifier: 0000 0001 1489 3231
- Library of Congress Control Number: no2004080950
- Système universitaire de documentation: 15327882X
- Virtual International Authority File: 29247980
- WorldCat: E39PBJrwWX6YX8tf6Y8kkMV9jC